# Герб Славутича
Герб Славу́тича — герб міста Славутич Київської області, один з його офіційних символів.

## Опис і пояснення
Герб за традиційною схемою ілюструє адміністративно-територіальну приналежність: у верхній частині щита — старий Київський герб.
Згідно з геральдичною традицією блакитна фініфть символізує чистоту і бездоганність, чорна — мудрість, обережність і постійність — це риси, які необхідні місту атомної енергетики.
Інше тлумачення цих кольорів: чорний — спогади про Чорнобильську трагедію, що стала причиною виникнення міста, блакитний — надія на світле майбутнє. Золота зірка — спроба знайти символ атомної енергетики замість «моделі атома».
Вісім її променів — вісім республік, які взяли участь у будівництві міста, її колір означає могутність, силу.